# Dayna Pidhoresky
Dayna Pidhoresky, född 18 november 1986, är en friidrottare från Kanada. Hon deltog vid olympiska sommarspelen 2020.